# فيفو (فلم)
فيفو هو فيلم درامي كوميدي أمريكي الفيلم من إخراج كيرك دي ميكو وبراندون جيفوردز.

## روابط خارجية
- مقالات تستعمل روابط فنية بلا صلة مع ويكي بيانات